# یوکاری چای‌بلن (بیات)
یوکاری چای‌بلن (به ترکی استانبولی: Yukarıçaybelen) یک منطقهٔ مسکونی در ترکیه است که در بیات (افیون قره‌حصار) واقع شده‌است.